# 曹元欣
曹元欣（？—），中华人民共和国政治人物、外交官。
1988年，接替项钟圃，担任中华人民共和国驻利比里亚大使。1989年，由徐次农接任。